# イギリスにおける1946-1947年の冬
1946年から1947年にかけての冬は、欧州にとって厳冬であり、とりわけ英国に影響を及ぼした。

## 概説
1947年1月21日以降、英国は複数の寒波に見舞われた。この寒波によって、英国では大規模な雪の吹き溜まりが生じ、道路や鉄道が遮断された。石炭供給はただでさえ第二次世界大戦以来低水準にあったが、発電所への石炭供給が困難になったため、多くの発電所が燃料不足で操業停止を余儀なくされた。政府は国内電力供給を1日当たり19時間に制限し、工業用電力供給を完全遮断するなどの消費電力削減措置を導入した。さらに、ラジオ放送は制限され、テレビ放送は停止し、一部の雑誌は発行停止を命じられ、新聞はページ数を削減された。これらの出来事は国民の意欲に悪影響を及ぼし、燃料動力大臣エマニュエル・シンウェルがスケープゴートにされた。彼は死の脅迫を受け、警察の警護下に置かれなければならなかった。2月末に至ると、供給が停止し野菜が地中で凍結してしまうとして、食料不足も懸念された。
3月中旬になると、英国に暖気が訪れ、国中に積もった雪を融かした。この雪解け水は、凍土を流れて真っすぐ河川に向かい、大規模洪水を引き起こした。10万以上の土地が影響を受け、軍や対外援助諸機関は人道援助の提供を余儀なくされた。寒波が治まり地表の雪が融けるにつれて、天候の問題は終息していった。この冬、英国産業は深刻な影響を受けた。この年の工業生産は約10%減少した。穀物とジャガイモの生産は10～20%落ち込み、羊の4分の1が失われた。与党労働党は支持を失い始め、1950年の選挙では多数の議席を保守党に奪われた。英国はポンドを4.03ドルから2.80ドルに切り下げたり、超大国の地位から転落したり、大戦で荒廃した欧州への支援策であるマーシャル・プランを受け入れたりしたが、これらの一因もこの厳冬にあるとされている。他の欧州諸国への影響も深刻で、ベルリンでは寒さと飢えで150人が死亡した。オランダでは内政が混乱し、アイルランドでは企業の操業停止が生じた。

## 燃料不足

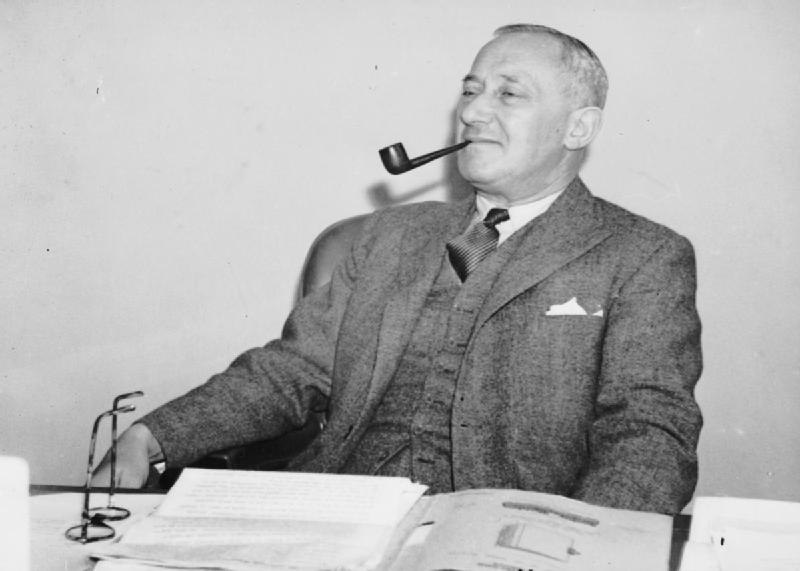
エマニュエル・シンウェル

寒冬の影響は、石炭供給の減少などエネルギー部門の諸問題によって悪化した。石炭産業や電力産業は、クレメント・アトリー政権によって直近に国有化され、燃料動力大臣エマニュエル・シンウェルの統制下に置かれていた。シンウェルは増産の取り組みを監督したが、石炭が充分供給されないことへの懸念があった。石炭備蓄は、大戦前には10-12週分の通常供給量が存在していたのに対し、今回の冬が始まった頃には4週間分しかなかった。しかしシンウェルは、全国炭鉱労働組合 (NUM) から受け取った、生産性についての楽観的過ぎる報告書に安堵するという失態を犯した。だが実際の生産は、これらの報告書の通りにはならなかった。これは、組合員の欠席率が戦前の2.5倍というありさまであったNUMと争うのを政府が恐れた結果といえる。石炭不足のリスクが生じたことから、国民は家庭用熱源確保のために電気ストーブを購入した。これにより結果的に、電力供給に大きなひずみが生じた。1946年の電気ストーブによる毎月の電力需要の伸びは発電量の毎年の伸びとほぼ同じであった。シンウェルは1946年10月中旬、石炭不足の恐れがあるとの警告を受けたが、暖冬となって電力消費量を低く保てる方に賭けた。彼は鉱山労働者と対立する危険を冒したくなかったのである。

## 状況

### 1月
今回の冬は1946年12月と1947年1月の2度の寒波によって始まったが、最も寒い時期は1947年1月21日まで始まらなかった。寒波の主因は、1月20日からスカンディナヴィア上空に留まっていた高気圧であった。この高気圧帯は大西洋各地で低気圧の発達を妨げ、これらの低気圧を英国の南方に押し退けて強い東風をもたらした。この東風は英国全域を通過して発達したが、これに先立ち東部イングランドと南東イングランドに雪を降らせた。この寒波は継続し、1月30日にシリー諸島は7インチ（18cm）の雪に覆われ、エセックスのリトルにおける夜間気温は-20℃であった。イングランドとウェールズで1月に記録された最高気温は14℃で、最低気温は-21℃であった。 

### 2月

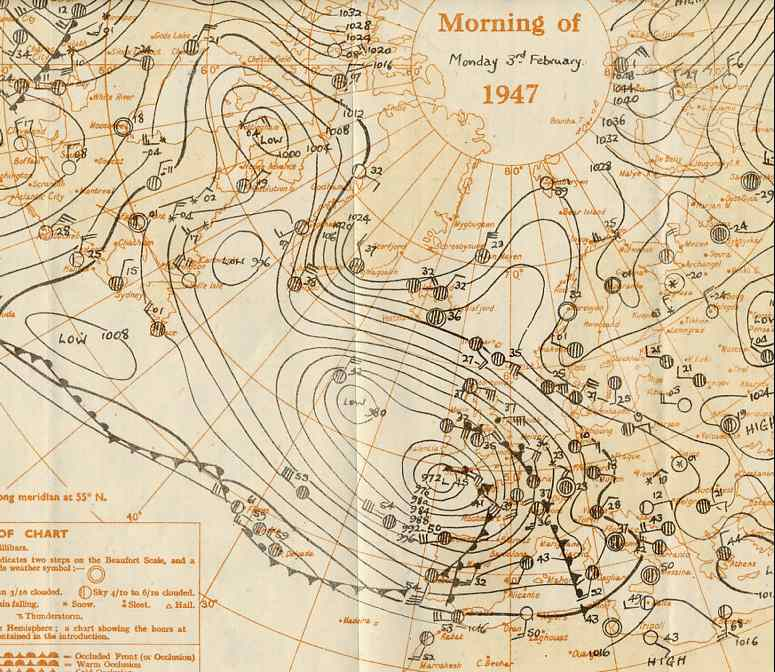
2月3日の英国上空の低気圧

東風は2月になっても続き、当月は統計上最も寒い部類の月となった。キュー天文台では、5℃を超える気温はこの月には記録されず、また夜間気温が0℃を超えたのはわずか2回であった。全国的に、記録された日照時間は平均の半分以下であり、キュー天文台では2月2日からの20日間に日照は全く記録されなかった。2月20日、ドーヴァー＝オーステンデ間のイギリス海峡を渡ったフェリーの便は、積氷のためにベルギーの海岸沖で停止した。一部地域では、2月の28日間のうち26日間にわたって降雪があった。ベッドフォードシャーのウォーバーンでは、2月25日に気温-21℃を記録した。その結果、鉄道は細かい粉雪の吹き溜まりの影響を強く受け、300本の主要道路が通行不能となった。数百の村が孤立した。浮氷はイースト・アングリア沖でも見られ、海上輸送を危険に晒した。
この寒さは、燃料問題を悪化させた。坑道や貯蔵庫内の備蓄石炭は、固く凍結して動かせなくなった。道路が使えなかったり、石炭を積んだ75万両の鉄道貨車が雪に閉ざされたりしたため、備蓄石炭はしばしば利用不能に陥った。発電所に燃料を運ぶための懸命な試みがなされ、石炭船が嵐や霧や氷の危険を冒して目的地へと向かった。英軍及びポーランド軍の部隊とドイツ人捕虜、計10万人は、手作業で線路の除雪を行った。にもかかわらず、多くの発電所が燃料不足による操業停止や出力削減に追い込まれた。英国海軍は「ブラックカラント作戦」に着手し、ディーゼル発電機搭載の潜水艦を用いて、沿岸の町や造船所に補助電力を提供した。
シンウェルは石炭消費量削減に向けて動いた。業界への電力供給を完全遮断し、全国的に国内供給を1日当たり19時間に減らした。この結果、国中の工場が閉鎖を強いられ、失業手当請求者は最高400万人にのぼった。非常に多数の人々が解雇されたが、社会不安はほとんどなく、大規模な大衆暴動もなかった。テレビ放送は完全に停止し、ラジオ放送は減少し、一部の雑誌は発行停止を命じられ、新聞は4ページ（＝1枚）に削減された。食料配給は第二次世界大戦以来続いていたが、戦時中よりも低い水準に削減された。これらの措置は石炭消費率削減にほとんど寄与しなかったばかりか、国民の意欲減退に繋がった。
シンウェルの施策にもかかわらず燃料供給は不充分なままで、国内の広範囲にわたって停電が起こった。バッキンガム宮殿や議事堂、ロンドンの中央電力庁の職員ですら、蝋燭の明かりによる勤務を強いられた。また、ソ連やアイスランドの代表との通商会談は照明も暖房もなしでの開催を余儀なくされたが、皮肉にも議題の1つは英国からの石炭輸入であった。国民は、燃料として用いるコークスを受け取るためにガス工場で列を作る羽目になった。当時コールタールから製造されていたアスピリンの供給も不足し、養鶏場では数千羽の鶏が寒さで死に、公共交通機関のサービスは燃料節約のために縮小された。シンウェルは一般大衆の支持をますます失い、爆弾脅迫まで受けた。このため彼は、トゥーティングの自宅内で4人の警官による警護を受けなければならなかった。にもかかわらず、彼は鉱山労働者らの間では依然として高い支持を得ていた。このため、彼を罷免した場合に労働争議が生じるのを恐れた政府は、罷免に慎重であった。2月27日には海の荒れ具合が改善した。100隻を超える石炭船が何とか発電所で荷を降ろし、燃料危機が緩和した。
この期間中の配給にもかかわらず食料不足が懸念され、いくつかの予防策が取られた。これは野菜や家畜や配達車両に及ぼす寒さの影響による。政府はSnoek（南アフリカの安価な魚の一群。クロタチカマス科）の普及キャンペーンを開始した。このキャンペーンは大失敗であった。この魚は国民の口には合わず、在庫は結局猫の餌にされた。冬の根菜の多くは地中に凍結して収穫できず、一部地域では根菜収穫のために空気ドリルが用いられた。7万tのジャガイモが霜で駄目になった結果、初めてジャガイモが配給された。

### 3月

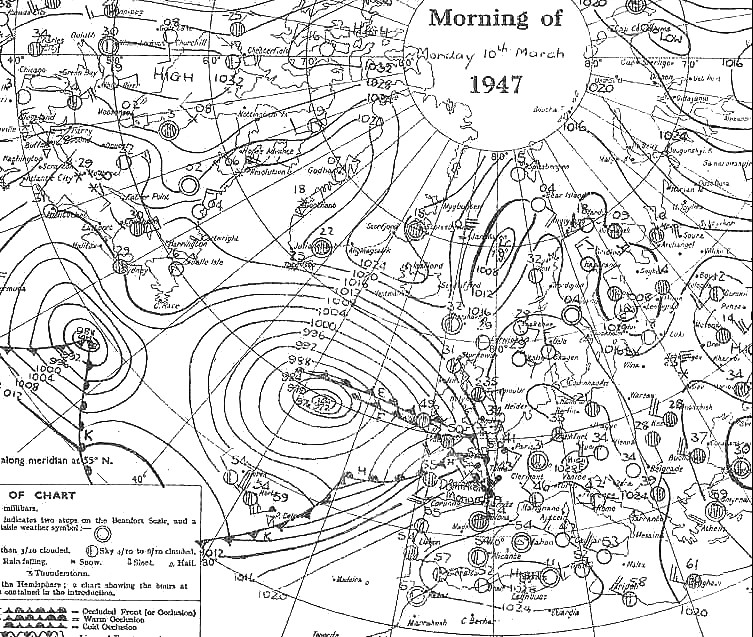
英国上空を3月10日に移動する暖気

3月4日から5日にかけて豪雪が降り、多くの国々に吹き溜まりを残した。スコットランド高地では、深さ7メートル (23 ft)に達した。3月5日には、20世紀の英国で最悪のブリザードの1つが発生した。またも食料供給は雪で閉ざされた道路の影響を受け、一部地域では、警察が雪で立ち往生した運送トラックへの立ち入り許可を要請した。
3月10日、7-10℃の暖気が英国を横切って南西から北に移動し始め、低地に積もる雪を急速に融かした。こうした長い厳冬の後も地面は凍ったままであり、大量の表面流出が発生して広範囲にわたる洪水に繋がった。暖気が北方に押されたため、さらなる豪雪が降った。3月14日、ダラム郡ティースデールのフォレストにて、居住地に降った雪の過去最深となる83インチ (210 cm)を記録した。 3月15日には、発達した低気圧が大西洋から到来し、豪雨と強風をもたらした。これは、過去300年間で最も降水量の多い月の始まりであった。3月16日、風は平均50ノット (90 km/h)に達し、90ノット (200 km/h)の突風も吹き荒れ、イースト・アングリアの堤防は破れた。その結果、100平方マイル (260 km2)の土地が浸水し、多くの木々がなぎ倒された。テムズ川とリー川はロンドン市内で氾濫し、ウィンザー自治区の土木技術者ジェフリー・ベイカー (Geoffrey Baker) は「テムズ川の代わりが1、2本あれば対処もできるのに」と語った。
3月18日、海への排水を大潮に妨げられて増水したトレント川はノッティンガムで土手を決壊させ、水は2階の高さに達した。氾濫は3月20日にイングランド西部では治まったが、東部の河川の水位はなおも上昇しつつあり、ホウォーフ川、ダーウェント川、エア川、ウーズ川はウェスト・ライディング・オブ・ヨークシャー内の土手を全て決壊させた。セルビーでも大きな被害があり、家屋の70%が浸水した。10万以上の土地が洪水の影響を受け、陸軍は特に揚水発電所その他の発電所における洪水の拡大を防ぐために働いた。徴用された陸軍工兵隊は乳児を抱える家庭に牛乳を配給し、オーストラリア赤十字社はグロスターにて支援を行った。カナダの人々はサフォークの村々へ食料小包を送った。オンタリオ州首相ジョージ・A・ドルーは、これらを自ら配給すると申し出た。洪水は約1週間続き、一部の水域では終息までにさらに10日間を要した。

## 社会的影響
厳冬は英国産業に長期的影響を及ぼした。1947年2月までに英国では既に、この年の工業生産が10%減少すると推定された。さらに3月の洪水の影響で、被害額は2億5000万～3億7500万ポンド（2007年の物価水準で30億～45億ポンド相当）増加した。農業は特に深刻で、穀物とジャガイモの収穫量は過去2年間に比べて10～20%減少した。牧羊業者は飼育頭数の4分の1を失い、羊の数を回復させるのに6年を費やした。厳冬は政治にも影響し、食料や電力の供給を維持できなかった労働党政権を、国民は信頼しなくなった。たとえば、2月11日に開催されたメアリー・チャーチルの結婚式の際、彼女の父であるウィンストン・チャーチルは群衆の喝采を受けたが、首相クレメント・アトリーはブーイングを浴びた。大衆の不評を買ったエマニュエル・シンウェルはスケープゴートにされ、大臣職から外された。にもかかわらずこの厳冬は、1950年の選挙の際に労働党がチャーチル率いる保守党に多数の議席を奪われた一因とされている。
軍備と新たな国民保健サービスと戦後復興に対する大規模支出のためにGDPの15%が使われるという、財政支出が過重であった時期に、厳冬の影響は訪れた。このことは通貨の安定性を損ね、外貨準備に最適の通貨としてのドルの出現と相俟って、政府によるブレトン・ウッズ公定為替レートの大幅切り下げ（1ポンド＝4.03ドルから2.80ドルへ）に繋がった。これは、英国が超大国の地位から衰退する上での大きな出来事であった。英国は自国民を食べさせる事にも難儀する状況で、また大戦で欧州が荒廃したためでもあるが、これは米国が欧州への関与を深め、英国や大陸への援助のためにマーシャル・プランを断行する原因ともなった。加えて、厳冬は何千人もの英国人が移住（とりわけオーストラリアに）した理由とされている。この年の冬は1963年の冬に比べれば総じて寒冷でなかったが、降雪はより多く記録された。

## 英国外

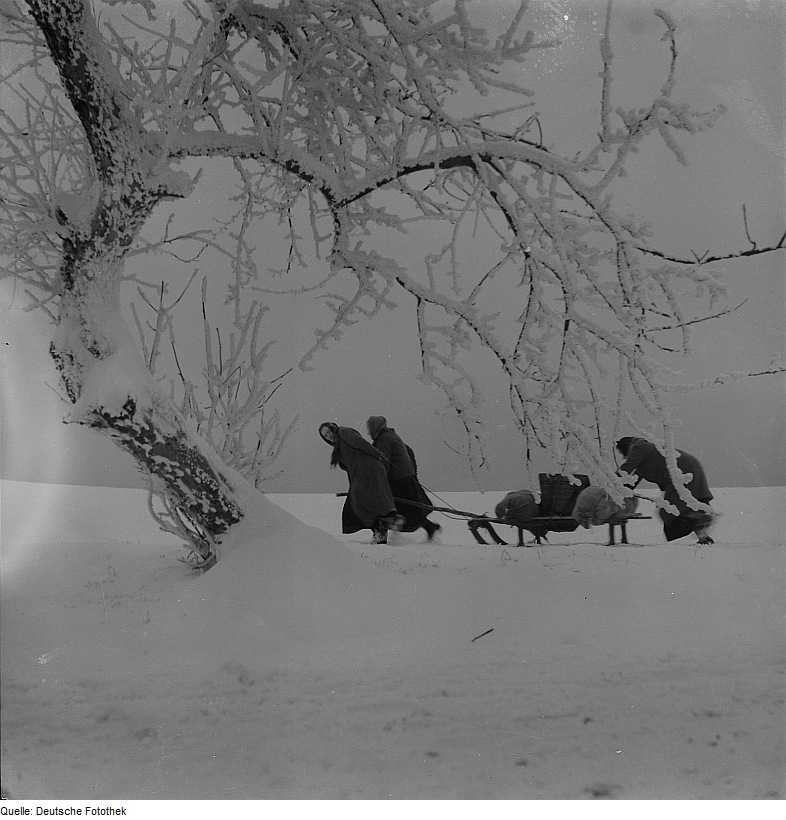
そりで食料と薪を運ぶ3人のドイツ女性

厳冬は、他の多くの欧州諸国にも影響を及ぼした。類似の寒冷期と降雪は、中欧やバルト地域南部の多くでも見られた。オランダのアムステルダム近郊に位置するデ・ビルトでは、1790年以来最悪の冬となった。英国北方の高気圧のため、通常ならば英国を襲ったであろう大西洋低気圧の一部は、南へ押し出されて地中海海域へと向かい、このためポルトガルやスペイン、フランス南部では比較的温暖なままであったものの、通常より多量の雨が降った。たとえば、ジブラルタルの2月の降雨量は9.3インチ (240 mm)で、これは平均の3倍であった。この結果、フランスでは北部で酷寒に、南部で豪雨に見舞われた。この冬、第二次世界大戦からの復興途上にあったベルリンでは、寒さで150人が死亡したほか、食料不足が生じた。オランダでは学校が休校した。コペンハーゲンに石炭を運ぶ貨物列車は暴徒に襲撃され、アイルランドでは企業の操業停止と国内ガス供給の制限を余儀なくされた。